# Dampierre-lès-Conflans
Dampierre-lès-Conflans è un comune francese di 262 abitanti situato nel dipartimento dell'Alta Saona nella regione della Borgogna-Franca Contea.

## Società

### Evoluzione demografica
Abitanti censiti